# Asty Tokushima

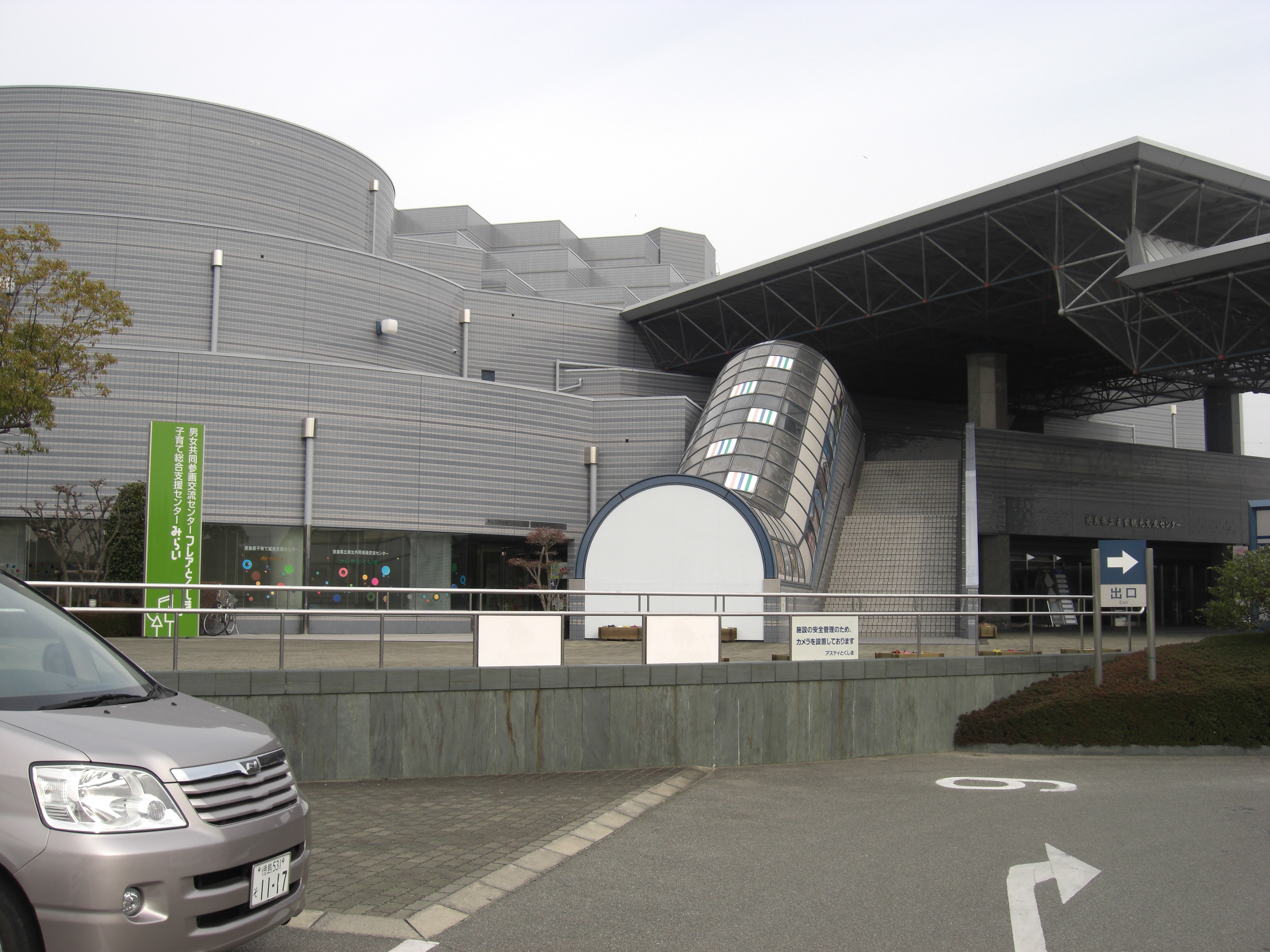
Asty Tokushima

Asty Tokushima is een sporthal, gelegen in Tokushima, Japan. Er kunnen 5000 personen in de hal en hij is geopend in 1993. In de hal werd in 2007 het Aziatisch kampioenschap basketbal georganiseerd.